# 300分比賽
300分比賽，又稱完美比賽，是保齡球比賽中的成績術語，為保齡球的「完全比賽」記錄，指在單局比賽中以擊出連續十二次全倒拿上一局，由於300分比賽為連續十二次全倒時的記錄，等於完全掌握局面，故英文稱其為 Perfect Game（完美比賽）。

## 條件
- 單局連續十二次全倒。
- 所有的全倒皆是該選手過程中未發生踩線犯規的狀態下投出。
- 必須使用國際規定磅數內的比賽用球（國際規定只能使用8至16磅的球比賽）。
- 若為三局二勝制比賽，保齡球的完全比賽記錄就提升為連兩場完全比賽，連續24次全倒，得600分。

## 關聯
- 保齡球